# Loitsche-Heinrichsberg
Loitsche-Heinrichsberg é um município da Alemanha, situado no distrito de Börde, no estado de Saxônia-Anhalt. Tem 30,77 km² de área, e sua população em 2019 foi estimada em 962 habitantes.